# Pont de l'Île-d'Orléans
Le pont de l'Île-d'Orléans est un pont suspendu qui relie l'île d'Orléans à la rive nord du fleuve Saint-Laurent au Québec. Il a été inauguré le 4 juillet 1935 par Louis-Alexandre Taschereau et ouvert à la circulation routière le 6 juillet 1935.

## Caractéristiques
- Approches : 1 733 m
- Longueur du pont : 1,7 km
- Longueur totale avec les approches : 4,43 km
- Travée centrale : 323 m
- Travées latérales : 127 m chacune
- Hauteur des tours : 65,8 m
- Hauteur du tablier : 30,33 m
- Câbles porteurs :
  - Diamètre : 25,4 cm
  - Torons : 37 x 3,5 cm
- Voie carrossable : 6,1 m
- Trottoirs : 2 x 1,52 m
- Débit journalier moyen annuel (DJMA) : 11 700 véhicules par jour, dont 5% de véhicules lourds (2019) [3].

### Conception
Le tablier de la travée suspendue constitue, au moment de sa construction, une innovation. Le tablier est composé de deux pièces métalliques en forme de « T » qui sont renversées, juxtaposées et soudées ensemble. Elles forment ainsi des augets remplis de béton. Cette méthode offrait une dalle plus légère et plus résistante.
La masse totale de la charpente métallique du pont est de 3 265 t et a coûté 3,5 M$.

## Historique

### Avant la construction d'un pont

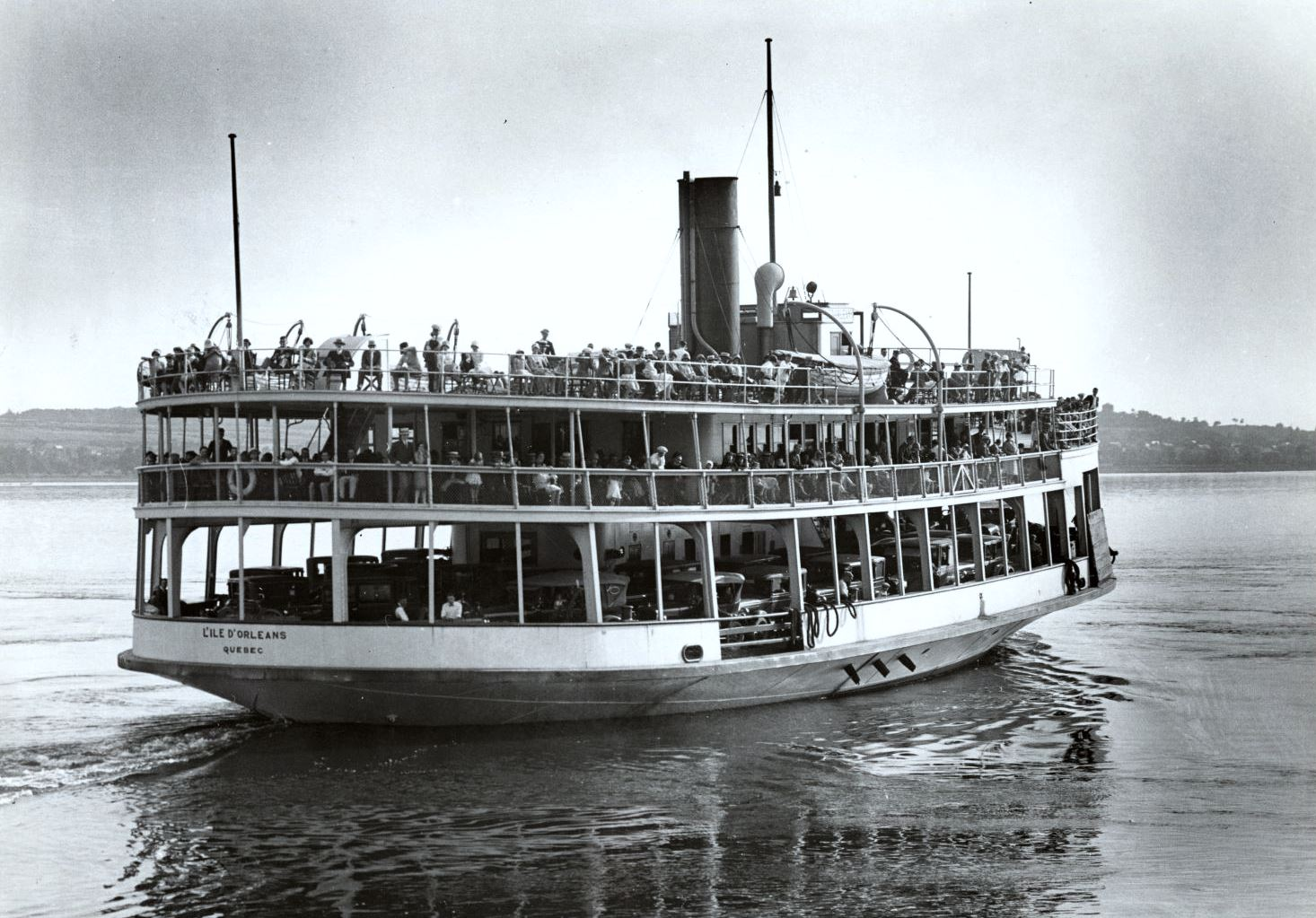
Traversier L'île d'Orléans

Avant la construction du pont de l'Île-d'Orléans, la traversée du fleuve se faisait généralement en chaloupe durant l'été et en canot par temps froid. L'hiver, lorsque la glace était suffisamment épaisse, on utilisait des ponts de glace sur le chenal Nord, c'est-à-dire des sentiers balisés. On utilisait généralement des petits sapins plantés à égales distances.
Plus tard, on utilise des goélettes afin de se rendre à Québec. Un traversier à vapeur assurait également la liaison entre Sainte-Pétronille et Québec.

### Construction d'un premier pont
Pour donner suite aux diverses demandes des paysans de l'île, le gouvernement demanda au ministère des Travaux publics du Québec de l'époque de préparer les plans de localisation du nouveau pont. O. Desjardins, ingénieur en chef au ministère, décida de construire le pont sur le chenal Nord en raison de sa profondeur et de sa largeur toutes deux moindres que celles du chenal Sud. La compagnie Foundation of Canada Ltd était responsable de l'infrastructure, tandis que la Dominion Bridge Co. Ltd s'occupait de la fabrication et de l'érection de la structure.
Trop étroit, trop fragile et trop cher à entretenir, le pont devient vétuste au fil des ans et arrive à la fin de sa vie utile au début du xxie siècle. Pour le moment actuel, il est encore en service.

### Construction d'un nouveau pont
En décembre 2015, le ministère des Transports annonce la construction d'un nouveau pont à haubans pour relier l'île d'Orléans à la rive nord du fleuve Saint-Laurent. Le design du nouveau pont est présenté le 23 octobre 2020, et une mise en service estimée au cours de l'année 2028. Le projet est estimé à « quelques centaines de millions » de dollars.

Après la mise en service du nouveau pont à haubans, l’actuel pont sera démantelé, notamment en raison des importants investissements financiers qu’occasionneraient sa remise en état, son entretien et son changement de vocation.

## Panorama

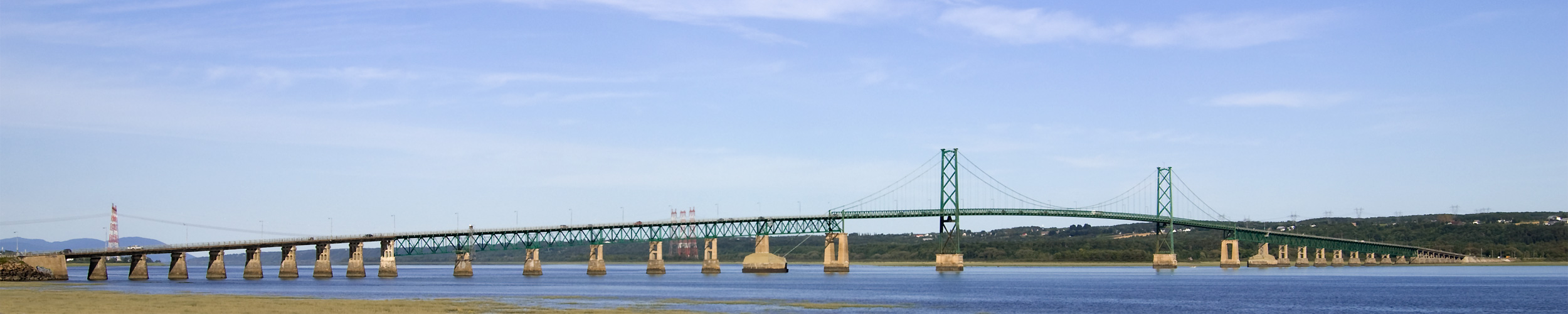
Le Pont de l'Île-d'Orléans

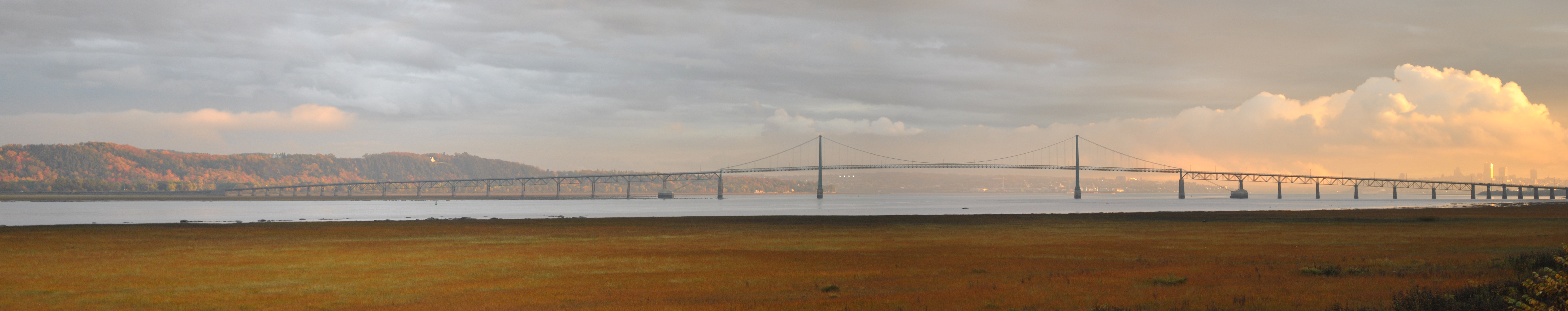
Le soir

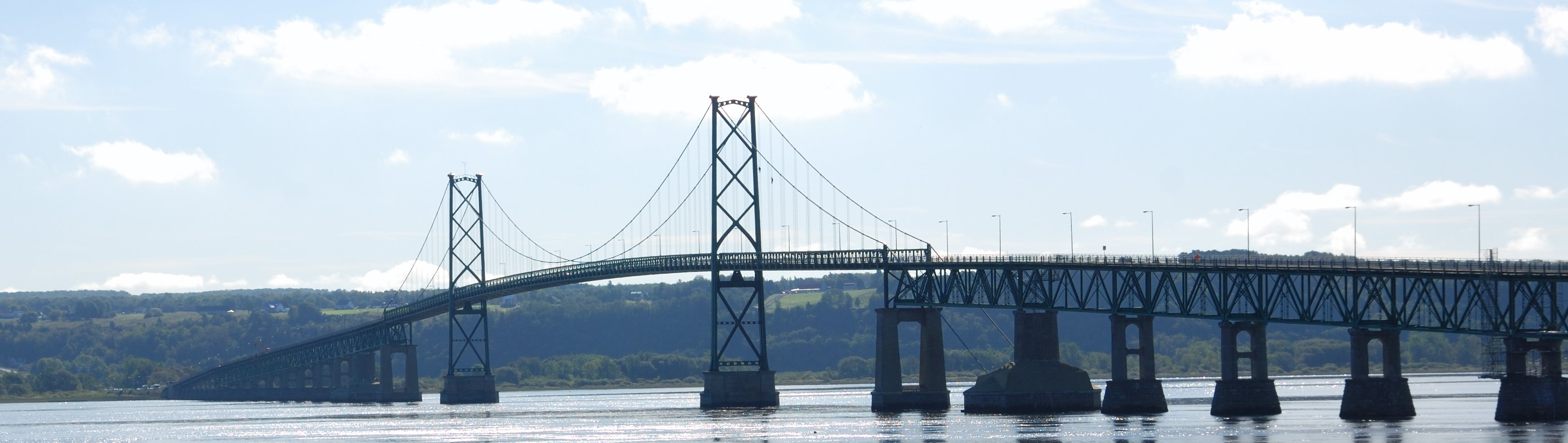
Autre angle